# Tbilissi Cup
La Tbilissi Cup (en anglais : Tbilisi Cup, en géorgien : თბილისის თასი) est une compétition de rugby à XV organisée en Géorgie. Elle est disputée par plusieurs équipes nationales, dont la Géorgie, ainsi que des équipes réserves et sélections nationales secondaires. Trois éditions sont organisées, de 2013 à 2015.

## Historique
Deux années après l'organisation de l'édition 2011 (en) du Trophée mondial des moins de 20 ans en Géorgie, l'IRB décide d'attribuer l'organisation d'un tournoi international senior à la Fédération géorgienne de rugby à XV et au Ministère des sports et de la jeunesse de Géorgie (en), appelé l'IRB Tbilissi Cup. Cette compétition entre dans la stratégie de l'IRB de développement des nations du Tier 2, et vient récompenser la Géorgie pour ses accomplissements dans le rugby mondial.
L'édition inauguratrice de la compétition a lieu en juin 2013, entre deux équipes nationales et deux sélections nationales secondaires : d'une part, la Géorgie et l'Uruguay, et d'autre part, l'Emerging Ireland, représentant la troisième équipe nationale d'Irlande, et le XV sud-africain du président, une sélection nationale événementielle composée de joueurs disputant la Currie Cup. Elle est disputée sous le format d'un tournoi toutes rondes, et est remportée par l'équipe sud-africaine.
L'épreuve est reconduite au mois de juin 2014, entre la Géorgie, l'Espagne ainsi que les équipes réserves de l'Italie et de l'Argentine, ces dernières étant aussi appelées l'Emerging Italy et les Jaguars d'Argentine. Les Argentins gagnent alors cette édition.
La troisième édition voit s'affronter en juin 2015 la Géorgie, l'Uruguay, l’Emerging Ireland et l’Emerging Italy ; cette compétition, à l'instar de la Coupe des nations, permet également de servir de tournoi préparatoire en amont de la Coupe du monde 2015. Elle est également l'une des compétitions de l'hémisphère Nord testant en avant-première les nouvelles règles instaurées par World Rugby avant leur instauration définitive le 1er juillet. Les Irlandais en sont sacrés vainqueurs.
L'organisation n'est pas reconduite pour l'année 2016, étant donné que l'équipe nationale de Géorgie part en tournée estivale de trois matchs dans les îles du Pacifique, pour la première fois de leur histoire. Les trois éditions de la Tbilissi Cup accueillies sur le territoire géorgien ont permis de démontrer l'aptitude de la fédération à pouvoir organiser des rencontres internationales.

## Identité visuelle

Évolution du logo
Logo de l'IRB Tbilissi Cup de 2013 à 2014.
Logo du World Rugby Tbilissi Cup en 2015.

## Palmarès
| Édition   | Vainqueur            | Vice-champion  | Troisième     | Quatrième |
| --------- | -------------------- | -------------- | ------------- | --------- |
| 2013 (en) | XV du président (en) | Irlande B (en) | Géorgie       | Uruguay   |
| 2014 (en) | Argentine A          | Géorgie        | Italie A (en) | Espagne   |
| 2015 (en) | Irlande B (en)       | Italie A (en)  | Géorgie       | Uruguay   |